# رموز بريد ألمانيا
في ألمانيا، الرمز البريدي (Postleitzahl بالألمانية وتلفظ [ˈpɔstlaɪ̯tʦaːl]) رقم خماسي تقرره مؤسسة البريد الألمانية ويستخدم منذ 1 يوليو 1993. وإلى جانب الرموز البريدية لمناطق التوزيع الجغرافي ، هناك رموز بريدية للزبائن الكبار ولصناديق البريد.
بدأ استخدام الرموز البريدية في ألمانيا سنة 1941 في الرايخ الألماني واستعمل رقم ثنائي في البداية. كان الغرض من هذه الفكرة، مساعدة فارزي البريد عديمي الخبرة الذين أوكلوا بالمهمة بسبب اندلاع الحرب. رموز البريد هذه استبدلت سنة 1962 ، في الجمهورية الاتحادية، وعام 1965 في جمهورية ألمانيا الديمقراطية من قبل نظامين مستقلين مكونين من أرقام رباعية. ثم استعيض عنها عام 1993 بالنظام الخماسي الحالي.